# Jan Hendriks (acteur)
Heinz Joachim Hinz, connu sous le nom de scène Jan Hendriks, né le 6 décembre 1928 à Berlin et mort probablement le 13 décembre 1991 dans la même ville, est un acteur allemand.

## Biographie
Jan Hendriks prend des cours de théâtre au Théâtre Hebbel (de) à la fin des années 1940. Il est ensuite engagé au Schlosspark Theater sous la direction de Boleslaw Barlog et obtient des premiers rôles ailleurs à Berlin ainsi qu'à Munich et Hambourg. Robert A. Stemmle l'engage pour son premier film en 1951, Sündige Grenze. Hendriks remporte le Deutscher Filmpreis du meilleur espoir masculin.
En 1953, il fait une peine de prison pour un accident sous l'emprise de l'alcool. Il reprend sa carrière aussitôt après. Il aura une cinquantaine de rôles majeurs au cinéma et à la télévision jusqu'au milieu des années 1980. En 1959, il est condamné à une amende selon le paragraphe 175. En 1963, il passe plusieurs mois dans le coma après un accident de moto et s'en sort sans séquelles.
Dans les années 1960, il participe à plusieurs adaptations de romans d'Edgar Wallace. À la fin de la décennie, il délaisse le cinéma et joue pour la télévision, tout en faisant des tournées théâtrales. De 1977 à 1986, il joue le rôle de l'inspecteur Martin Brenner dans la série policière Le Renard.
Le 17 décembre 1991, après un appel du voisinage, la police retrouve Jan Hendriks mort depuis plusieurs jours, seul dans son appartement. Les journaux à scandale disent alors qu'il est mort du sida. En fait, l'acteur souffrait du diabète. Après des mois d'isolement, il est mort de faim. Alors que ces mêmes journaux croient qu'il vivait dans l'indigence, son compte en banque a au moins six chiffres.

## Filmographie
Cinéma
- 1951 : Sündige Grenze
- 1951 : Les Yeux noirs (de)
- 1952 : Der große Zapfenstreich
- 1952 : Königin der Arena
- 1953 : Hochzeitsglocken
- 1954 : Heimweh nach Deutschland
- 1954 : Der Engel mit dem Flammenschwert
- 1954 : Docteur pour femmes
- 1955 : Feu magique
- 1955 : Die Barrings
- 1955 : Rendez-moi justice
- 1956 : Mein Bruder Josua
- 1957 : Der Bauerndoktor von Bayrischzell
- 1957 : Spielbank-Affäre
- 1957 : Jägerblut
- 1958 : Les Diables verts de Monte Cassino
- 1958 : Das verbotene Paradies
- 1958 : Le Héros et le soldat
- 1958 : Nackt wie Gott sie schuf
- 1959 : Bobby Dodd greift ein
- 1959 : Arzt aus Leidenschaft
- 1959 : L'amour, c'est mon métier
- 1959 : Paradies der Matrosen
- 1960 : Der Jugendrichter
- 1960 : Le Joueur d'échecs
- 1960 : La Grande vie
- 1960 : Flitterwochen in der Hölle
- 1960 : Mal drunter – mal drüber
- 1960 : Die Insel der Amazonen
- 1961 : Le Narcisse jaune intrigue Scotland Yard
- 1961 : Immer wenn es Nacht wird
- 1962 : Le Requin harponne Scotland Yard
- 1962 : La Porte aux sept serrures
- 1963 : L'Énigme du serpent noir
- 1963 : Mit besten Empfehlungen
- 1964 : Tim Frazer – Der Fall Salinger
- 1964 : Tolles Geld
- 1964 : Toujours au-delà
- 1964 : Buffalo Bill, le héros du Far-West
- 1965 : Duell vor Sonnenuntergang
- 1966 : Non sta bene rubare il tesoro (Einen Schatz klaut man nicht)
- 1967 : Le Moine au fouet (Der Mönch mit der Peitsche)
- 1968 : Le Château des passions sanglantes
- 1968 : Der Mann mit dem Glasauge
- 1968 : Heißes Spiel für harte Männer
- 1969 : Hotel Royal
- 1970 : Heintje – Einmal wird die Sonne wieder scheinen
- 1974 : 67 Tage – Die Republik von Uzice
- 1978 : Alcaptar
- 1982 : Ein gutes Land

Télévision
- 1956 : Keiner stirbt leicht
- 1958 : Viel Lärm um nichts
- 1958 : Colombe
- 1962 : Der tolle Tag
- 1963 : Signor Rizzi kommt zurück
- 1965 : Man soll den Onkel nicht vergiften
- 1966 : Der Kaktusgarten
- 1967 : Der Tod läuft hinterher
- 1968 : Mexikanische Revolution
- 1968 : Babeck
- 1971 : Der Kurier der Kaiserin
- 1972 : Annemarie Lesser
- 1972 : Das Geheimnis der Mary Celeste
- 1973 : Drüben bei Lehmanns – Der neue Kiosk
- 1977 : Richelieu
- 1980 : Schönes Weekend, Mr. Bennett
- 1980 : Mein Gott, Willi!

Séries télévisées
- 1962 : Stahlnetz: Spur 211 (de)
- 1964 : Slim Callaghan greift ein: Tanz um Mitternacht
- 1964 : Das Kriminalmuseum: Tödliches Schach
- 1966 : Cliff Dexter: Fahrerflucht nach Mitternacht
- 1966 : Hafenpolizei: Abenteuer am Sonnabend
- 1969 : Der Kommissar: Die Tote im Dornbusch
- 1969 : Les Cavaliers de la route: 13 Minuten am Abgrund
- 1969 : Percy Stuart: Gespenster
- 1970 : Dem Täter auf der Spur: Puppen reden nicht
- 1971 : Der Kommissar: Lisa Bassenges Mörder
- 1972 : Der Kommissar: Schwester Ignatia)
- 1974 : Der Kommissar: Der Liebespaarmörder
- 1975 : Inspecteur Derrick: La Cavale""
- 1976 : Jörg Preda bericht (2 épisodes)
- 1976 : Inspecteur Derrick: Choc, Calcutta
- 1977–1986 : Le Renard (86 épisodes)
- 1981 : St. Pauli-Landungsbrücken (de): Vera